# Гаврилин, Павел Фёдорович
Павел Фёдорович Гаврилин (1920—1995) — советский военный лётчик. Участник Великой Отечественной войны. Герой Советского Союза (1946). Подполковник.

## Биография
Павел Фёдорович Гаврилин родился 12 февраля 1920 года в селе Мамёшево Курмышского уезда Симбирской губернии РСФСР (ныне село Пильнинского района Нижегородской области Российской Федерации) в семье рабочего. Русский. В раннем возрасте Павел Гаврилин переехал в Подмосковье к старшему брату. После окончания восьми классов школы он работал электриком в Ступино. Одновременно занимался в аэроклубе.
В ряды Рабоче-крестьянской Красной Армии П. Ф. Гаврилин был призван Каширским райвоенкоматом Московской области 17 сентября 1940 года и направлен в Качинскую военную авиационную школу лётчиков. После её окончания в марте 1941 года младшего лейтенанта П. Ф. Гаврилина направили в 301-й истребительный авиационный полк Дальневосточного фронта. В декабре 1942 года лётный состав полка, в котором служил лётчик Гаврилин, был переведён в 402-й истребительный авиационный полк 265-й истребительной авиационной дивизии, который проходил переформирование на базе 8-го Саратовского запасного истребительного полка на аэродроме Багай-Барановка в Вольском районе Саратовской области. Незадолго до возвращения в действующую армию материальная часть полка была пополнена 22 самолётами Як-1, приобретёнными на средства жителей города Вольска. Некоторое время Павел Фёдорович воевал на именном самолёте «Вольский цементник». В марте 1943 года 265-я истребительная авиационная дивизия вошла в состав 3-го истребительного авиационного корпуса. 18 апреля 1943 года корпус прибыл в распоряжение 4-й воздушной армии Северо-Кавказского фронта.
В боях с немецко-фашистскими захватчиками младший лейтенант П.Ф. Гаврилин с 20 апреля 1943 года. Воевал на истребителях Як-1, Як-9 и Як-3. В составе армии с 20.04.1943 по 03.06.1943 года участвовал в Битве за Кавказ, в воздушных сражениях на Кубани, в воздушном прикрытии десанта в Мысхако. Первый самолёт противника (Ю-87) младший лейтенант Гаврилин сбил в районе станицы Крымская 29 апреля 1943 года. Всего за этот период Павел Фёдорович совершил 29 боевых вылетов и сбил 4 немецких самолёта.
В июне 1943 года 3-й истребительный авиационный корпус был выведен в резерв. Его полки были перевооружены новыми истребителями Як-9. В ходе Курской битвы корпус находился в резерве Ставки Верховного Главнокомандования, но его участия в боях на Курской дуге не потребовалось. 1 сентября 1943 года 3-й истребительный авиационный корпус был передан Южному фронту (с 20 октября 1943 года 4-й Украинский фронт), в составе которого лейтенант П. Ф. Гаврилин участвовал Донбасской и Мелитопольской операциях. В ноябре 1943 года 3-й истребительный й корпус был включён в состав 16-й воздушной армии и зимой 1944 года принимал участие в Никопольско-Криворожской операции 4-го Украинского фронта. Всего к 17 марта 1944 года лейтенант П. Ф. Гаврилин совершил 60 боевых вылетов и сбил 9 немецких самолётов.
В апреле 1944 года началась Крымская операция, в ходе которой войска 4-го Украинского фронта и Отдельной Приморской армии уничтожили крымскую группировку противника и освободили Крымский полуостров. В ходе операции 14 апреля 1944 года в неравном бою с четырьмя немецкими истребителями Павел Фёдорович сбил 3 вражеских Ме-109, но и сам был тяжело ранен. Посадив самолёт на занятой противником территории, он сумел добраться до села Кара-Кият (ныне село Грушевое в Крыму), где его прятали колхозники до подхода частей Красной Армии. После пяти месяцев лечения в госпитале Мелитополя и двух месяцев в госпитале Харькова Павел Фёдорович вернулся в свою часть, которая к тому времени находилась в составе 1-го Белорусского фронта. В его составе в качестве командира звена лейтенант Гаврилин участвовал в Висло-Одерской операции, боях на Кюстринском плацдарме, Восточно-Померанской и Берлинской операциях. За время боёв на 1-м Белорусском фронте Павел Фёдорович совершил 90 боевых вылетов и сбил 2 вражеских самолёта. На счету звена Гаврилина за этот же период было 39 сбитых самолётов противника. Победу лейтенант П.Ф. Гаврилин встретил в Берлине на аэродроме Дальгов. Всего за годы войны Павел Фёдорович совершил 257 боевых вылетов, участвовал в 54 воздушных боях и сбил 22 самолёта противника лично и 1 в группе. В конце мая 1945 года лейтенант П.Ф. Гаврилин был представлен к званию Героя Советского Союза, но награждение затянулось почти на год.
После окончания Великой Отечественной войны Павел Фёдорович продолжил службу в армии. 402-й истребительный авиационный полк 3-го истребительного авиационного корпуса вошёл в состав Группы советских оккупационных войск в Германии и был расквартирован на аэродроме Стендаль. Однако в октябре 1945 года старший лейтенант Гаврилин не прошёл медицинскую комиссию. Потребовалось личное вмешательство Н.Н. Бурденко, чтобы его допустили к полётам, но только на самолётах типа По-2.
15 мая 1946 года указом Президиума Верховного Совета СССР Павлу Фёдоровичу Гаврилину было присвоено звание Героя Советского Союза с вручением ордена Ленина и медали «Золотая Звезда» за номером 7012. В Германию Павел Фёдорович вернулся в звании капитана и был назначен командиром эскадрильи связи корпуса. В последующем П.Ф. Гаврилин освоил первые советские вертолёты и передавал свой опыт молодым лётчикам. В 1955 году подполковник П.Ф. Гаврилин по состоянию здоровья был уволен в запас. Жил в Подмосковье, сначала в Тёплом Стане, затем в Солнцево (ныне в черте города Москвы). 10 апреля 1995 года Павел Фёдорович скончался. Похоронили его в Москве на Хованском кладбище.

## Награды и звания
- Медаль «Золотая Звезда» (15.05.1946).
- Орден Ленина (15.05.1946).
- Орден Красного Знамени — трижды (27.04.1944; 21.05.1944; 04.06.1945).
- Орден Отечественной войны 1 степени — дважды (08.05.1943; 11.03.1985).
- Орден Отечественной войны 2 степени (14.07.1945).
- Орден Красной Звезды — дважды (30.09.1943, 1955).
- Медали, в том числе:

медаль «За оборону Кавказа».
- Почётный гражданин города Вольск Саратовской области.

## Список известных личных побед П. Ф. Гаврилина
| №  | Дата       | Тип самолёта             | Место боя                       |
| -- | ---------- | ------------------------ | ------------------------------- |
| 1  | 29.04.1943 | Junkers Ju 87            | Крымская                        |
| 2  | 29.04.1943 | Junkers Ju 87            | Крымская                        |
| 3  | 30.04.1943 | Messerschmitt Bf.109     | Крымская                        |
| 4  | 26.05.1943 | Messerschmitt Bf.109     | Киевское                        |
| 5  | 26.09.1943 | Henschel Hs 129          | Михайловка                      |
| 6  | 10.02.1944 | Messerschmitt Bf.109     | балка Ясная, левый берег Днепра |
| 7  | 11.03.1944 | Junkers Ju 87            | южнее острова Русский           |
| 8  | 17.03.1944 | Messerschmitt Bf.109     | Красноперекопский район         |
| 9  | 17.03.1944 | Messerschmitt Bf.109     | Красноперекопский район         |
| 10 | 10.04.1944 | Junkers Ju 87            | Воинка                          |
| 11 | 11.04.1944 | Messerschmitt Bf.109     | Богемка                         |
| 12 | 11.04.1944 | Messerschmitt Bf.109     | Джанкой                         |
| 13 | 12.04.1944 | Messerschmitt Bf.109     | Симферопольский район Крыма     |
| 14 | 12.04.1944 | Junkers Ju 87            | Симферопольский район Крыма     |
| 15 | 14.04.1944 | Messerschmitt Bf.109     | Кара-Кият                       |
| 16 | 14.04.1944 | Messerschmitt Bf.109     | Кара-Кият                       |
| 17 | 14.04.1944 | Messerschmitt Bf.109     | Кара-Кият                       |
| 18 | 08.03.1945 | Focke-Wulf Fw 190 Wurger | Альтдамм                        |
| 19 | 27.03.1945 | Messerschmitt Bf.109     | Киниц                           |
| 20 | 20.04.1945 | Focke-Wulf Fw 190 Wurger | Вернойхен                       |
| 21 | 22.04.1945 | Focke-Wulf Fw 190 Wurger | Заксенхаузен                    |
| 22 | 24.04.1945 | Focke-Wulf Fw 190 Wurger | Германия                        |

## Память
- Бюст Героя Советского Союза П.Ф. Гаврилина установлен в посёлке Пильна Нижегородской области Российской Федерации.
- Именем Героя Советского Союза П.Ф. Гаврилина названа улица в селе Мамёшево Нижегородской области Российской Федерации.

## Примечание
1. ↑  На момент представления к званию Героя Советского Союза — лейтенант.
2. ↑  В кратком биографическом словаре Герои Советского Союза местом рождения П. Ф. Гаврилина ошибочно указано село Малиново
3. ↑  М. Ю. Быков. Все Асы Сталина 1936—1953 гг. — Научно-популярное издание. — М.: ООО «Яуза-пресс», 2014. — С. 234—235. — 1392 с. — (Элитная энциклопедия ВВС). — 1500 экз. — ISBN 978-5-9955-0712-3.
4. ↑  В левом лёгком П. Ф. Гаврилина был обнаружен сердечник бронебойного снаряда 20-мм пушки «Эрликон», который был извлечён только в 1984 году.
5. ↑  В книге М. Ю. Быкова «Асы Великой Отечественной. Самые результативные лётчики 1941—1945 гг.» указан населённый пункт Мясниковка. Возможно имеется в виду исчезнувшее село Мясниково Красноперекопского района Крыма.
6. ↑  В книге М. Ю. Быкова «Асы Великой Отечественной. Самые результативные лётчики 1941—1945 гг.» указан населённый пункт Сарабуз. В Симферопольском районе Крыма существовало четыре населённых пункта с таким названием: Сарабуз русский, Сарабуз татарский, Сарабуз болгарский и Ново-Сарабуз.
7. ↑  Село в коммуне Лечин земли Бранденбург, Германия.

## Документы
- Общедоступный электронный банк документов «Подвиг Народа в Великой Отечественной войне 1941—1945 гг.» Архивировано 13 марта 2012 года. № в базе данных 46215740. Архивировано 16 мая 2012 года., 18336403. Архивировано 16 мая 2012 года., 32068496. Архивировано 16 мая 2012 года., 33322757. Архивировано 16 мая 2012 года., 27727637. Архивировано 16 мая 2012 года., 150006516. Архивировано 16 мая 2012 года., 37737679. Архивировано 16 мая 2012 года.